# STEM
STEM (ang. science, technology, engineering, mathematics) – akronim, który powstał od pierwszych liter słów w języku angielskim: nauki, technologii, inżynierii i matematyki.

## Opis
Termin STEM (wcześniej METS) jest zwykle używany w odniesieniu do polityki edukacyjnej i wyboru programów nauczania w szkołach, w celu zwiększenia konkurencyjności, w zakresie rozwoju nauki i technologii. Ma to między innymi wpływ na rozwój siły roboczej, kwestie bezpieczeństwa narodowego i politykę imigracyjną w niektórych krajach. Dobrym przykładem jest Wielka Brytania lub Stany Zjednoczone Ameryki. Systemy edukacyjne i szkoły odgrywają kluczową rolę w określaniu zainteresowań dzieci i młodzieży przedmiotami STEM, a także zapewnianiu równych szans dostępu do wysokiej jakości edukacji w zakresie STEM i czerpania z niej odpowiedniej korzyści.
Akronim STEM pojawił się w powszechnym użyciu wkrótce po międzywydziałowym spotkaniu naukowym o edukacji Narodowego Funduszu Naukowego w Stanach Zjednoczonych Ameryki, któremu przewodniczyła ówczesna dyrektor NSF, Rita Colwell. Dyrektor Oddziału Badań Naukowych ds. Rozwoju Kadr dla nauczycieli i naukowców, Peter Faletra, zasugerował wtedy zmianę ze starszego akronimu METS na STEM. Rita Colwell, wyrażając pewną niechęć do starszego skrótu, odpowiedziała poparciem, sugerując NSF, aby uchwalić zmianę. Jednym z pierwszych projektów NSF, który użył nowy akronim był STEMTEC Science, Technology, Engineering and Math Teacher Education Collaborative na University Massachusetts Amherst, który został sfinansowany w 1997 roku.
Metodologię nauczania STEM z powodzeniem stosuje się od kilkudziesięciu lat w wielu krajach, m.in. w USA, czy Wlk. Brytanii, gdzie wprowadzono jej założenia do szkół zarówno publicznych, jak i prywatnych. W tym czasie zaobserwowano znaczną poprawę wyników wśród uczniów w przedmiotach matematyczno-przyrodniczych.
Metodologia nauczania STEM opiera się na następujących zasadach:
- Model nauczania STEM podąża za nowymi, dobrymi trendami w edukacji. W większości polskich szkół matematyka, biologia czy technika, to osobne przedmioty. Model STEM łączy je w jedno ukazując, że w praktycznym życiu są ze sobą mocno powiązane. STEM odchodzi od zapamiętywania danych zapisanych na tablicy i wkuwania na pamięć regułek.
- STEM to nauczanie przez doświadczenie, poznawanie świata w praktyce np. poprzez eksperymenty i ukazujące praktyczne zastosowanie wiedzy. STEM to rozwijanie umiejętności poznawczych dziecka, samodzielnego myślenia, wyciąganie wniosków oraz praca nad umiejętnością myślenia przyczynowo – skutkowego.
- STEM rozwija również w dziecku samodzielność i odpowiedzialność STEM uczy współdziałania w grupie i umiejętności dialogu. Celem STEM jest wytworzenie w dzieciach umiejętności poznawania świata każdym dostępnym zmysłem.

## Inne informacje
W Polsce idea STEM propagowana jest m.in. przez Polskie Stowarzyszenie Edukacji STEM w Gdańsku.